# Egor Bogachev
Egor Bogachev (* 6. April 1997 in Moskau) ist ein deutscher Volleyballspieler. Der Außenangreifer wurde viermal deutscher Meister und Pokalsieger 2016. In der Saison 2020/21 spielt er beim russischen Erstligisten Jugra Samotlor Nischnewartowsk.

## Karriere
Bogachev kam im Alter von fünf Jahren nach Deutschland. Bei den Spielen des damaligen SCC Berlin war er als Ballkind aktiv und kam so zum Volleyball. 2014 begann er seinen ersten Vertrag bei den Berlin Recycling Volleys. In der Saison 2015/16 war der Außenangreifer mit einem Doppelspielrecht für das Nachwuchsteam VC Olympia Berlin in der Zweiten Liga Nord und die BR Volleys aktiv. Auch in der Saison 2016/17 hatte er dieses Doppelspielrecht, kam jedoch vor allem beim VC Olympia zum Einsatz, der in der Bundesliga antrat. Bogachev wurde fünftbester Punktesammler der Liga. Anschließend erhielt er einen neuen Dreijahresvertrag bei den Berlin Recycling Volleys. 2017 wurde er mit den Berlinern deutscher Meister. Im Sommer wurde der Außenangreifer erstmals für die deutsche A-Nationalmannschaft nominiert, verpasste aber wegen eines Bänderrisses die Europameisterschaft in Polen. In der Saison 2017/18 gelang ihm mit den BR Volleys die Titelverteidigung. In der folgenden Saison erreichte Berlin das Halbfinale im DVV-Pokal und wurde erneut deutscher Meister. Bogachev zog sich im Dezember 2018 einen Kreuzbandriss im rechten Knie zu, kehrte jedoch im März zurück aufs Spielfeld. 2019 wechselte Bogachev zum Ligakonkurrenten SWD Powervolleys Düren. Im DVV-Pokal 2019/20 kam er mit den SWD Powervolleys ins Finale, das die Mannschaft gegen die Berlin Recycling Volleys verlor. Als die Bundesliga-Saison kurz vor den Playoffs abgebrochen wurde, stand Düren auf dem sechsten Tabellenplatz. Danach wechselte Bogachev nach Russland zu Jugra Samotlor Nischnewartowsk.